# Mark Salling

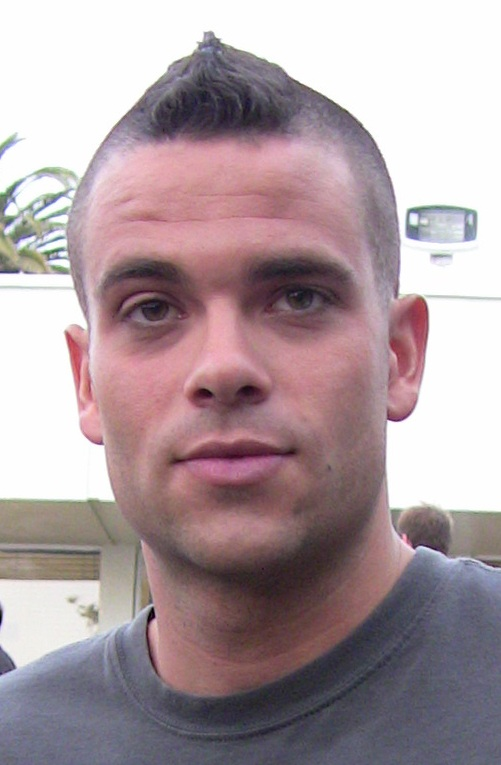
Mark Salling (2009)

Mark Wayne Salling (* 17. August 1982 in Dallas, Texas; † 30. Januar 2018 in Los Angeles, Kalifornien) war ein US-amerikanischer Schauspieler und Sänger.

## Leben
Mark Salling wuchs in einem streng protestantischen Elternhaus auf und wurde zunächst zu Hause unterrichtet. Anschließend besuchte er die Providence Christian School und Our Redeemer Lutheran. 2001 schloss er die Lake Highlands High School ab. Während seiner Highschoolzeit war er Mitglied des Ringerteams und nahm als Schauspieler an Schultalentshows teil. Nach seinem Schulabschluss besuchte er das Music Academy College of Music in Pasadena und begann, sein Gitarrenspiel zu verbessern. Um seinen Lebensunterhalt zu bestreiten, gab er Gitarrenstunden.
Nach kleineren Rollen in Kinder des Zorns IV – Mörderischer Kult und Walker, Texas Ranger spielte er ab 2009 die Rolle des Noah „Puck“ Puckerman in der US-amerikanischen Fernsehserie Glee. Salling sang und schrieb auch Songs.
Im Januar 2013 warf ihm seine ehemalige Freundin, Roxanne Gorzela vor, dass er sie dazu gezwungen habe, mit ihm ungeschützten Geschlechtsverkehr zu haben, und verklagte ihn wegen sexueller Körperverletzung. Er stritt die Vorwürfe ab und reichte eine Gegenklage wegen Rufmord ein. Im März 2015 einigte sich Salling außergerichtlich mit Gorzela, nachdem Richter angeordnet hatten, dass er ihr 2,7 Millionen US-Dollar zahlen sollte.
Ende Dezember 2015 wurde Salling in Los Angeles wegen des Besitzes kinderpornographischen Bildmaterials auf seinem Computer (rund 50.000 Bilder und Videos) verhaftet. Im Dezember 2017 bekannte er sich wegen des Besitzes von Kinderpornografie vor Gericht schuldig, woraufhin ihm vier bis sieben Jahre Haft drohten. Salling starb im Januar 2018 im Alter von 35 Jahren durch Suizid, bevor ein Urteil verkündet worden war.

## Filmografie (Auswahl)
- 1996: Kinder des Zorns IV – Mörderischer Kult (Children of the Corn IV: The Gathering)
- 1999: Walker, Texas Ranger (Fernsehserie, Folge 8x10)
- 2006: The Graveyard
- 2009–2015: Glee (Fernsehserie, 96 Folgen)
- 2014: Rocky Road (Fernsehfilm)

## Diskografie
Eigene Alben:
- 2008: Smoke Signals
- 2010: Pipe Dreams

Glee-Alben:
- 2009: Glee: The Music, Volume 1
- 2010: Glee: The Music, Volume 3 -Showstoppers
- 2010: Glee: The Music, Volume 4
- 2010: Glee: The Music, The Christmas Album
- 2011: Glee: The Music, Volume 5
- 2011: Glee: The Music, Volume 6
- 2011: Glee: The 3D Concert Movie (Motion Picture Soundtrack)
- 2011: Glee: The Music, The Christmas Album Volume 2
- 2012: Glee: The Music, The Graduation Album
- 2012: Glee: The Music Presents Glease
- 2012: Glee: The Music, Season 4, Volume 1
- 2012: Glee: The Music, The Christmas Album Volume 3
- 2014: Glee: The Music, Celebrating 100 Episodes
- 2015: Glee: The Music, Homecoming

EPs:
- 2010: Glee: The Music, The Power of Madonna
- 2010: Glee: The Music, Journey To Regionals
- 2013: The Quarterback (EP)